# ガラスの聖女
「ガラスの聖女」（ガラスのせいじょ）は、1968年11月25日に日本ビクター（音楽レコード事業部、現・ビクターエンタテインメント）から発売されたザ・スパイダースの楽曲である。

## 解説
- ザ・テンプターズの松崎由治が作曲。
- スパイダースのシングル中では唯一、リードヴォーカルを井上孝之が担当している。
- B面「風はいい奴」は井上順のソロ。
- アルバム『スパイダース'69』に収録の「ガラスの聖女」は、シングルと別テイク。キーボードの大野克夫が弾く琴の音を取り入れている。

## 収録曲
1. ガラスの聖女
  - 作詞:なかにし礼／作曲:松崎由治／編曲:大野克夫
2. 風はいい奴
  - 作詞:太田かおる／作曲:かまやつひろし／編曲:大野克夫